# Uxellodunum
Uxellodunum era una ciutat dels gals cadurcs. No se sap on era situada però es pensa que era al riu Òlt (Oltis) o al Dordonha (Duranius). D'Anville la situa a Puech d'Issolu, a un petit afluent del segon riu anomenat Tourmente.
L'any 51 aC es van refugiar a la ciutat el cap dels sènons Drappes i el cap cadurc Lucteri (Lucterius) que després d'enfrontar-se als romans amb un cert èxit durant algun temps, eren perseguits per Gai Canini Rèbil, legat de Cèsar. La ciutat era una posició molt forta i de difícil conquesta, protegida per roques tan escarpades que un home armat difícilment s'hi podia enfilar encara que no trobés resistència. El turó on s'aixecava la ciutat estava envoltat per una vall profunda, per on hi passava un riu. La part de la ciutat que no tenia el riu a sota estava encerclada de fortes muralles, i a la vora hi havia una font d'aigua abundant, que abastia la ciutat durant el setge que Rèbil hi va establir, ja que els ciutadans no podien baixar al riu.
Rèbil va repartir les seves dues legions en tres campaments, situats en llocs prou elevats com per evitar una evacuació sobtada de la ciutat, amb la intenció d'anar reduint el cercle gradualment. Drappes i Lucteri van veure les intencions del romà i poder sortir de la ciutat de nit amb un gran nombre d'homes, deixant-ne 2.000 per defensar Uxellodunum amb la intenció de recollir una gran quantitat de gra. Mentre Lucteri intentava introduir-lo a la ciutat va ser sorprès, i els romans van destruir el contingent de Lucteri, massacrant tots els seus homes. Drappes que es trobava a uns 20 km va ser sorprès per la cavalleria lleugera romana, formada principalment per germànics, i ell va seguir darrere amb una legió. Va poder aturar aquest segon comboi, destruint o capturant els gals, i va fer presoner a Drappes. Llavors va poder reduir el cercle del setge sense por a una intervenció externa, i les seves legions es van veure reforçades per l'arribada de Gai Fabi amb noves tropes, que van començar el bloqueig d'una part de la ciutat.
Juli Cèsar, que va tenir notícies del que passava a Uxellodunum, va sentir-se molest per la resistència de la ciutat i va marxar cap aquell lloc ràpidament amb la seva cavalleria, ordenant que el seguissin dues legions. Quan va arribar, va veure les dificultats d'assaltar la ciutat. Segons va saber per alguns desertors, la ciutat estava ben proveïda d'aliments, i només es podia vèncer tallant el subministrament d'aigua. Va ordenar que se situessin arquers i foners per evitar que els gals accedissin al riu. Sext Juli Frontí descriu amb detall les mesures estratègiques que va adoptar Cèsar. Va veure que era impossible tallar la font que la ciutat tenia al costat de la muralla, però va trobar algunes de les deus per on arribava l'aigua allà. Com a mesura de distracció va ordenar la construcció d'una rampa fins al peu de la font per fer-hi pujar una torre de setge que va començar a construir. Mentrestant un altre grup de soldats excavava mines per arribar a les fonts de subministrament d'aigua.
Els gals, quan van veure que la torre començava a ser operativa i arribava a l'alçada de la font, van atacar-la amb totes les seves forces i la van incendiar. Els romans van aconseguir apagar el foc en mig de cruents combats, i Cèsar va ordenar que les legions simulessin un assalt a les muralles, enfilant-se per totes bandes i llançant grans crits. Els gals es van retirar a l'interior de la ciutat i llavors els minadors, que havien arribat als orígens de la font, van tallar l'aigua. Quan la font es va assecar, els gals, pensant que els déus els havien abandonat, van caure en la desesperació i es van rendir, després que molts d'ells haguessin mort de sed. Per castigar els gals i per donar un exemple, Juli Cèsar va fer tallar les mans als gals vençuts que quedaven vius i els va dispersar per tota la Gàl·lia.